# Lingüística general
La lingüística general és la part de la lingüística que se centra en l'estudi dels conceptes generals d'aquesta ciència de manera genèrica, sense basar-los a cap llengua en concret (mirant tendències a diversos idiomes), o analitzant el que es denomina universal lingüístic, present a totes les llengües.
- Gramàtica
  - Fonètica i Fonologia
  - Morfosintaxi
  - Lèxic i Semàntica
  - Onomàstica
- Variació Lingüística
- Sociolingüística
- Crítica Literària
- Filologia

## Alguns termes de lingüística general

### Fonètica i fonologia
- Accent
- Consonant
- Diftong
- Fonema
- Síl·laba
- So de la parla
- Vocal

### Morfosintaxi
- Adjectiu
- Adverbi
- Cas gramatical
- Conjugació
- Conjunció
- Determinant
- Frase
- Gènere (gramàtica)
- Interjecció
- Nom
- Preposició
- Pronom
- Verb

### Semàntica i Pragmàtica
- Antònim
- Context
- Dialecte
- Etimologia
- Significat
- Sinònim